# 帕邦喀
帕邦喀（威利转写：Pha bong kha），位于西藏自治区拉萨市城关区娘热乡，是一座藏传佛教格鲁派寺院。

## 历史
帕邦喀位于拉萨市北郊的娘热沟内，宝伞山下。距离拉萨市中心大约7公里。该寺左临色拉寺，前临曲桑日追，右临格日寺，背靠扎西曲林日追。扎西曲林日追即位于帕邦喀的文成公主楼的东北方。藏语“帕邦喀”意为“大石”，因该寺建在大石上而得名。
帕邦喀起初是松赞干布为其五妃兴建的五座道场之一（其他四座是大昭寺、小昭寺、查拉鲁普、扎叶巴寺），文成公主曾经住在帕邦喀，并且按照风水将此地断定为拉萨之北玄龟位。后来，大臣吞米·桑布扎在帕邦喀研究发明了藏文。8世纪吐蕃赞普赤松德赞时期，西藏历史上最早的七比丘“桑耶七觉士”、莲花生、静命（705年－762年）以及赤松德赞本人，均曾在帕邦喀修行。
噶当派时期，曾经一度荒废的帕邦喀被噶当派祖师复兴。鼎盛时期，该寺有7000多名僧人在此学经。后来，该寺由色拉寺管辖。清朝以来，历世达赖都会到此礼佛、受戒，获得格西学位之后会来此举办庆贺仪式。该寺的堪布依例由西藏噶厦委任。
帕邦喀大师（1878年－1941年）被后世尊为一代宗师，如今世界上许多汉、藏佛学大师，都是其直系再传弟子。帕邦喀大师便是因为该寺寺名“帕邦喀”而得名。

## 建筑

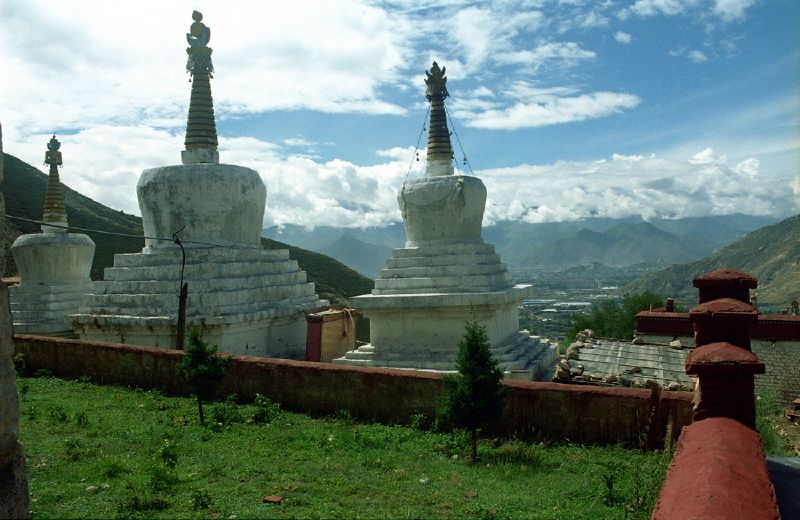
灵塔以及远处的拉萨城

从寺门向后山仰望，山形便是拉萨天然的八吉祥山形中的宝伞。该寺由斋戒殿、胜乐宫、文成公主楼组成。

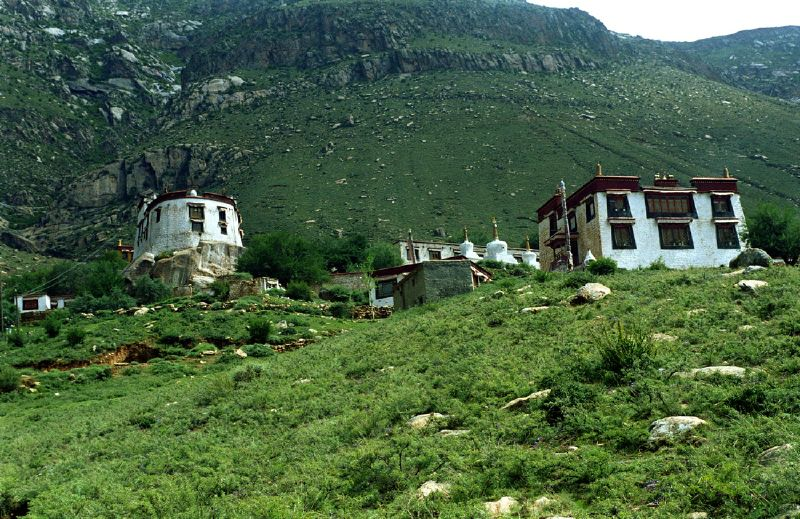
左为胜乐宫，右为斋戒殿

- 三怙主殿Rigsum Gonpo Temple（斋戒殿）：位于寺院最前方。殿外左侧石墙上有一颜色十分鲜艳的大眼，传说是色拉寺后山自然显现的胜乐金刚三眼之一（另外两眼分别在格日寺内以及扎西曲德日追东面的山洞内）。该殿主供天然形成的三怙主（观音菩萨、文殊菩萨、金刚手菩萨），据史料记载，这三怙主是松赞干布时代天然显现的，后来由尼泊尔工匠进行加工，后人着色。佛坛的右侧（朝佛者面对佛坛时的左手边）有一尊千手观音。据说这座观音像一直在显灵变高，当初该像能轻松放入佛龛，如今该像头抵佛龛顶部。[1]
- 观音六字真言：顺时针绕至斋戒殿右墙，可见墙上有一块蓝底金字石碑，题写着观音六字真言。据说，这是藏文发明后第一次被使用。传说松赞干布时期，周边各国均派使者赠礼。松赞干布因西藏无文字而不能以本土文字回写国书，故感到耻辱，乃派大臣吞米·桑布扎赴印度学习。吞米·桑布扎学成返回西藏后，便在当时尚为宫殿的帕邦喀研究发明了藏文。在吞米·桑布扎研究完毕出关时，松赞干布亲自迎接，并命其进行演示，吞米·桑布扎乃在墙上写下了这观音六字真言。也有说法认为，这观音六字真言并非吞米·桑布扎书写，而是日后松赞干布学习文字之后亲手所写。后人依照墙上的文字进行雕刻，便成为如今墙上的浮雕。[1]
- 吉祥天母洞Palden Lhamo Cave（十日殿）：自斋戒殿沿着背后的大石左边顺时针绕，可经过大石下方的小洞窟，称“十日殿”。这是因赤松德赞、莲花生、静命在此修行十天而得名。洞内供奉有莲花生等圣像。墙上的天母雕像，传说是天然显现。[1]

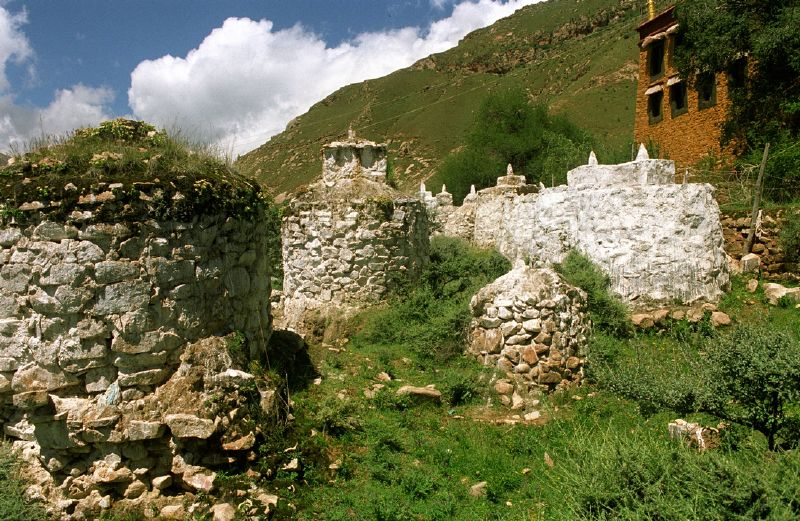
右侧黄色建筑为文成公主楼

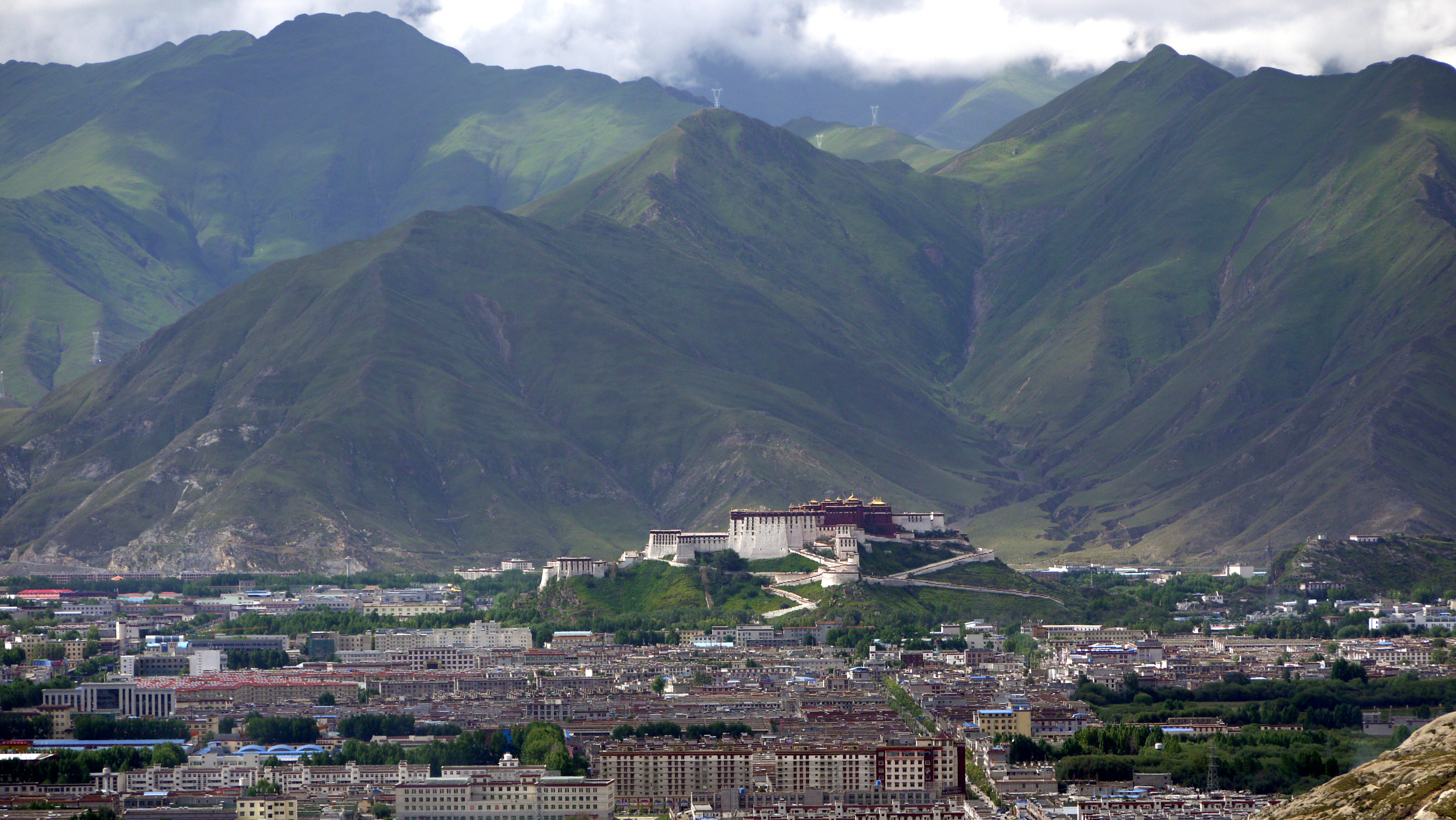
从帕邦喀眺望拉萨城

- 帕邦喀颇章Pabonka Potrang（胜乐宫）：从十日殿继续向上走，即可到达胜乐宫。该宫前身是松赞干布兴建的宫殿。当时，松赞干布以铁汁灌注地基，建造了九层的建筑，并且为防地震而用铁链拴牢四边，该宫殿命名为“红山宫”（藏语“贡嘎玛如”）。该宫殿在后世被毁。经过噶当派祖师以及后代复兴，该宫殿原址建成了如今的胜乐宫。胜乐宫入口处阶梯的右侧有一块石头，上面有天然的“唵阿吽”三个咒字。胜乐宫内供奉着佛祖、历代祖师、密法本尊、护法等等，还有一尊天然显现的度母石像。在胜乐宫顶层不对外开放的房间内，供奉有一些时代久远的佛像。[1]
- 扎萨颇章Jasa Potrang（文成公主楼）：与胜乐宫对立，为黄色建筑，是文成公主曾经居住的场所。楼内如今也是佛殿。该楼门外不远处，有文成公主亲手种植的桃树，如今仍然正常生长。[1]
- 北玄龟：位于文成公主楼后面，是一块龟形大石，即文成公主当年依照风水判断的北玄龟。[1]
- 天葬台：从文成公主楼远望，可见附近山头有用石头堆砌的观音六字真言。其下便是帕邦喀天葬台。[1]

## 延伸阅读
- Gyurme Dorje. (1999). Footprint Tibet Handbook with Bhutan. 2nd Edition. Footprint Handbooks Ltd., Bristol, England. ISBN 1-900949-33-4. In USA published by NTC/Contemporary Publishing. Chicago. ISBN 0-8442-2190-2.
- Dowman, Keith. (1998). The Power-places of Central Tibet: The Pilgrim's Guide. Routledge & kegan Paul, London. ISBN 0-7102-1370-0